# Der Bergdoktor (2008)/Staffel 9
Die neunte Staffel der deutsch-österreichischen Fernsehserie Der Bergdoktor des ZDF und ORF umfasst acht 90-minütige Episoden. Die Staffelpremiere war am Mittwoch vor Heiligabend, dem 23. Dezember 2015, zeitgleich auf ORF 2 und im ZDF. ORF 2 sendete die weiteren Episoden danach wöchentlich weiterhin mittwochs. In Deutschland strahlte das ZDF die zweite Episode am 3. Januar aus, danach wöchentlich donnerstags.
| # | Datum         | Zuschauer | Zuschauer | Marktanteil | Marktanteil |
| # | Datum         | gesamt    | 14–49 J.  | gesamt      | 14–49 J.    |
| - | ------------- | --------- | --------- | ----------- | ----------- |
| 1 | 23. Dez. 2015 | 6,25 Mio. | 0,91 Mio. | 20,2 %      | 9,0 %       |
| 2 | 3. Jan. 2016  | 7,04 Mio. | 1,31 Mio. | 18,2 %      | 8,7 %       |
| 3 | 7. Jan. 2016  | 7,04 Mio. |           | 20,6 %      | 8 %         |
| 4 | 14. Jan. 2016 | 6,82 Mio. | 1,4 Mio.  | 20,6 %      |             |
| 5 | 21. Jan. 2016 | 7,10 Mio. | 1,06 Mio. | 21,5 %      | 5,1 %       |
| 6 | 28. Jan. 2016 | 6,77 Mio. | 1,11 Mio. | 20,2 %      | 9,5 %       |
| 7 | 11. Feb. 2016 | 6,39 Mio. | 0,96 Mio. | 18,8 %      | 7,9 %       |
| 8 | 18. Feb. 2016 | 7,19 Mio. |           | 21,2 %      | 9,7 %       |

| Nr. (ges.) | Nr. (St.) | Originaltitel          | Erstausstrahlung AT | Regie               | Drehbuch                       |
| --- | --------- | ---------------------- | ------------------- | ------------------- | ------------------------------ |
| 80 | 1         | Wunschkind             | 23. Dez. 2015       | Jorgo Papavassiliou | Claudia Kaufmann, Philipp Roth |
| Diese Episode läutete die 9. Staffel ein, stand aber außerhalb der fortlaufenden Handlung. An das Ende der 8. Staffel wurde erst in Lebendig begraben angeknüpft. Gastdarsteller: Sinja Dieks als Julia Berneis, Tim Bergmann als Markus Hausmann, Joscha Kiefer als Felix, Kathrin von Steinburg als Marlies Leitner, Franz Weichenberger als Pfarrer, Franz-Xaver Brückner als Nico |           |                        |                     |                     |                                |
| 81 | 2         | Lebendig begraben      | 30. Dez. 2015       | Axel Barth          | Philipp Roth                   |
| Gastdarsteller: Christina Athenstädt als Henriette Geis, Tilbert Strahl als Dr. Kilian |           |                        |                     |                     |                                |
| 82 | 3         | Ein letztes Lied       | 6. Jan. 2016        | Axel Barth          | Philipp Roth                   |
| Gastdarsteller: Kai Scheve als Robert Selig, Alessija Lause als Katharina Herz, Birte Hanusrichter als Bille, Eckhard Preuß als Karl Stappner, Arndt Schwering-Sohnrey als Lenni Rödel |           |                        |                     |                     |                                |
| 83 | 4         | Zehn Jahre Ewigkeit    | 13. Jan. 2016       | Axel Barth          | Marc Hillefeld, Philipp Roth   |
| Gastdarsteller: Floriane Daniel als Katja Grainer, Hedda Erlebach als Emma Grainer, Thomas Reisinger als Professor Brückner, Oliver Stokowski als Wolfgang Fuchs, Johann Nikolussi, Daniel Wandinger |           |                        |                     |                     |                                |
| 84 | 5         | Der schlimmste Schmerz | 20. Jan. 2016       | Axel Barth          | Philipp Roth, Marc Hillefeld   |
| Gastdarsteller: Christina Bangert als Sabine Schröder, Michael Jäger als Ludwig Ganger, Ben Braun, Samira El Ouassil |           |                        |                     |                     |                                |
| 85 | 6         | Die falsche Frau       | 27. Jan. 2016       | Axel Barth          | Philipp Roth                   |
| Gastdarsteller: Michael Rotschopf als Dr. Jakob Rensing, Julia Thurnau als Johanna Hofer, Noah Bachmann, Matthias Komm |           |                        |                     |                     |                                |
| 86 | 7         | Erzwungene Liebe       | 11. Feb. 2016       | Oliver Dommenget    | Philipp Roth                   |
| Gastdarsteller: Sina Tkotsch als Marie Dorfner, Anne Werner als Kara Lambert, Björn von der Wellen als Thomas Lambert, |           |                        |                     |                     |                                |
| 87 | 8         | Die Zeit, die bleibt   | 18. Feb. 2016       | Oliver Dommenget    | Brigitte Müller                |
| Gastdarsteller: Fanny Krausz als Lisa Lehnhoff, Jonathan Berlin als David Richter, Robert Schupp als Michael Richter, Silvina Buchbauer als Claudia Richter, Matthias Komm als Gregor Büchner, Martin Muliar als Klaus Lehnhoff |           |                        |                     |                     |                                |